# HD 5980
HD 5980 (RMC 14, Sk 78, SMC AB 5, AAVSO 0056-72) — тройная звезда в созвездии Тукана. Располагается в соседней галактике Малое Магелланово Облако.